# Urgueira
A Urgueira é uma localidade da freguesia de Aldeia de Santo António, no Município do Sabugal, no Distrito da Guarda. Situa-se a 4 km do Sabugal.
As grandes festas da aldeia decorrem no dia 15 de Agosto, de dois em dois anos (anos pares), e são em honra de Nossa Senhora do Pilar.